# 19282 Zhangcunhao
19282 Zhangcunhao este un asteroid din centura principală de asteroizi.

## Descriere
19282 Zhangcunhao este un asteroid din centura principală de asteroizi. A fost descoperit pe 14 ianuarie 1996 la Xinglong în cadrul programului Beijing Schmidt CCD Asteroid Program. Asteroidul prezintă o orbită caracterizată de o semiaxă mare de 3,09 ua, o excentricitate de 0,17 și o înclinație de 0,2° în raport cu ecliptica.